# Karlovec (Opava)
Karlovec (německy Karlsau) je vesnice, součást města Opavy v Moravskoslezském kraji. Ves, ležící na řece Opavě v Opavské pahorkatině v katastrálním území Opava-Předměstí, je základní sídelní jednotkou v rámci části obce Předměstí, avšak patří k městské části Vávrovice.

## Historie
Osada Karlovec vznikla nedlouho před rokem 1835 jihovýchodně od blízkého Palhance, na severozápadě tehdejšího katastrálního území Jaktařské předměstí, které bylo součástí Opavy. S ním se na počátku 20. století stala součástí katastrálního území Opava-Předměstí.

## Obyvatelstvo
| 1869 | 1880 | 1890 | 1900 | 1910 | 1921 | 1930 | 1950 | 1961 | 1970 | 1980 | 1991 | 2001 | 2011 |
| ---- | ---- | ---- | ---- | ---- | ---- | ---- | ---- | ---- | ---- | ---- | ---- | ---- | ---- |
| 146  | 160  | 245  | 253  | 266  | —    | 305  | —    | —    | 126  | 150  | 216  | 248  | 248  |

## Pamětihodnosti
- kaple